# 청년교류제도
청년교류제도(YMS, Youth Mobility Scheme)는 영국 국적이나 청년 교류 제도 자격 국가 국적자 중 만 18세 이상 만 30세 미만의 청년이 영국에서 체류하는 중 여행과 여행비용을 충당하기 위한 취업을 허가하는 비자이다. 워킹홀리데이 제도의 일종이다.

## 신청 자격
- 영국에서 최대 2년 동안 체류 및 취업하기를 원하는 자
- 만 18~30세
- 2,530 파운드 이상의 자금 보유

### 공인어학성적 기준요건
청년교류제도 신청자에게 요구하는 공인어학성적은 다음과 같다.
- FLEX : 485점 이상
- G-TELP Level 2 : 55점 이상
- IELTS : 5.0점 이상
- TEPS : 260점 이상
- TOEFL : PBT 523점 이상, CBT 193점 이상, IBT 69점 이상
- TOEIC : 600점 이상

## 참여 국가
- 뉴질랜드
- 대만
- 대한민국
- 모나코
- 산마리노
- 아이슬란드
- 일본
- 캐나다
- 호주
- 홍콩

## 같이 보기
- 워킹홀리데이
- 한미 대학생 연수 프로그램